# Too Young (brano musicale)
Too Young (in inglese: Troppo giovani) è una canzone popolare, composta da Sidney Lippman per la musica e Sylvia Dee per il testo, Nelson Riddle curò l'arrangiamento, e Nat King Cole fu l'interprete e orchestratore.
La versione di quest'ultimo fu pubblicata  nel 1951 e, negli anni divenne un classico fra i più noti ed eseguiti della musica internazionale.
La prima registrazione della canzone fu quella di Nat King Cole e fu pubblicata nel 1951 e raggiunse il primo posto della hit parade negli Stati Uniti e fu il disco più venduto dell'anno.
Negli Stati Uniti, tra le prime versioni ci furono quelle registrate da Victor Young e la sua orchestra, Johnny Desmond. Tuttavia, fu la versione registrata da Nat King Cole a rivelarsi di maggior successo.

## Testo e significato
Il testo della canzone esprime la sfida e la fiducia dell'amore giovanile, di fronte al dubbio e allo scetticismo altrui. I narratori affermano che molti: Cercano di dirci che siamo troppo giovani, troppo giovani per essere veramente innamorati. e  dicono che l'amore è una parola che abbiamo solo sentito, Ma di cui non possiamo nemmeno iniziare a capire il significato, Eppure non siamo troppo giovani per saperlo, Questo amore durerà anche se gli anni passeranno infine replicano con la frase: Non siamo affatto troppo giovani 
Nel complesso, "Too Young" trasmette l'idea che l'amore trascende l'età e le aspettative sociali. Afferma che l'amore giovanile può essere altrettanto significativo e duraturo quanto l'amore sperimentato dagli individui in qualsiasi altra fase della vita.